# Зилант
Зила́нт (также Зила́н; тат. Zilant; с тат. — «змея») — существо в татарской мифологии, имеющее выраженные птичьи черты. С Зилантом связан миф об основании Казани. Образ существа появился ещё в Волжской Булгарии и видоизменялся на протяжении своего существования. После завоевания Казанского ханства Зилант был превращён в «казанского дракона» русскими геральдистами. Изображение Зиланта могло использоваться в символике Волжской Булгарии и Булгарского улуса. В XVI веке оно появилось на государевой печати Ивана Грозного. Позднее оно было размещено на гербах Казани и Казанской губернии. Предание о казанском змее встречается в «Казанской истории», памятнике литературы XVI века, и опере Гавриила Державина «Грозный, или Покорение Казани». Смерть змея в произведении Державина характеризует завоевание Казани войсками Ивана Грозного. Образ Зиланта часто встречается в архитектуре Казани, что, согласно Л. Е. Лёзиной, отражает особенности местной культуры.

## Этимология
Слово «Зилант» имеет литературное происхождение, хотя его этимология остаётся неясной. Вероятно, оно произошло из имени «Змиулан», образованного от «змея» и «елан» и обозначавшего одного из отрицательных персонажей восточнославянской мифологии, который наряду с Тугарином и Змеем Горынычем отождествлялся с тюркским миром в XI―XVI веках.

## В мифологии
В тюркской мифологии змей Елан (также Йылан или Жилан) представлен как «даритель чадородия». Часть легенд рассказывает о Зиланте как положительном персонаже, «драконе-хранителе». Согласно Л. А. Кариевой, Зилант ― змий, обеспечивающий гармонию добра и зла в мире. Образ Зиланта с отрицательной характеристикой встречается в мифе о возникновении Казани. Согласно ему, когда город был основан, один из змеев, ранее обитавших на месте современной Казани и истреблённых переселенцами, сумел спастись на холме Джилантау, после чего он «наводил ужас на жителей города», но впоследствии был убит.

## Описание

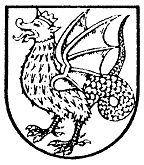
Работа Ивана Билибина, 1915

Современный образ Зиланта обладает выраженными птичьими чертами. Учёные связывают родство образа с симургом и грифоном. В ходе завоевания Казанского ханства московские придворные геральдисты преобразовали образ существа в соответствии с русскими традициями, превратив его в «казанского дракона». На родство «казанского дракона» с оригинальным образом Зиланта, встречавшемся археологам на булгарских бляхах, а не со змием из «Чуда Георгия о змие», по мнению Фуада Валеева и Марселя Ахметзянова, указывают сходство «дракона» с найденными изображениями существа, а также рисунки существа на золотоордынских монетах.

### История и эволюция образа

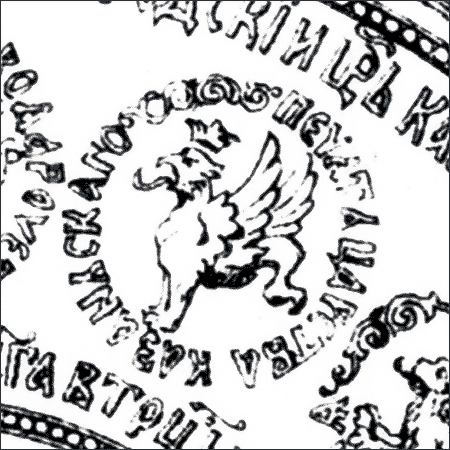
Фрагмент печати Ивана Грозного

Образ Зиланта может происходить из смешения иранской и китайской мифологии, при этом он был тесно связан с культом собаки у волжских булгар и дохристианских жителей Киевской Руси, на что указывают археологические находки с изображениями крылатых собак. В период существования Волжской Булгарии Зилант считался покровителем Биляра и символом непобедимости, а также служил оберегом от «злых сил». Изображение змея присутствует на археологических находках (предметах декоративно-прикладного искусства, медных знамёнах, бляхах из драгоценных металлов и др.) данной эпохи. При этом в домонгольской Волжской Булгарии существо изображалось с собачьей головой и без рогов.
В эпоху Золотой Орды образ существа представлял собой гибрид с головой собаки, телом и лапами птицы (позднее ― змеи или дракона), змеиным хвостом и оленьими рогами; на образ повлияло разделение ордынской символики периода XIII―XIV веков на две крупные линии символов: линию драконов и линию оленей, причём изображения символов обеих линий были широко распространены на территории Золотой Орды, и зооморфное булгарское существо в своём облике объединило черты данных двух линий.
После завоевания Казани образ Зиланта попал в Русское царство, где сильно видоизменился. На государевой печати Ивана Грозного изображён псевдодракон Казанского ханства с птичьей головой и собачьими лапами. С булгарским предком существо объединяют только змеиные туловище и хвост, а также крылья птицы. По мнению Сагита Фаизова, данный облик роднит казанского псевдодракона с ордынскими драконами XIII века из-за сходства птичьих голов у данных существ.
В Российской империи Зилант сначала был изображён с собачьей головой (на казанском гербе 1781 года), а затем (на гербе 1856 года) он утратил голову собаки и «приобрёл» перепончатые крылья и лапы птицы.

## В геральдике и символике

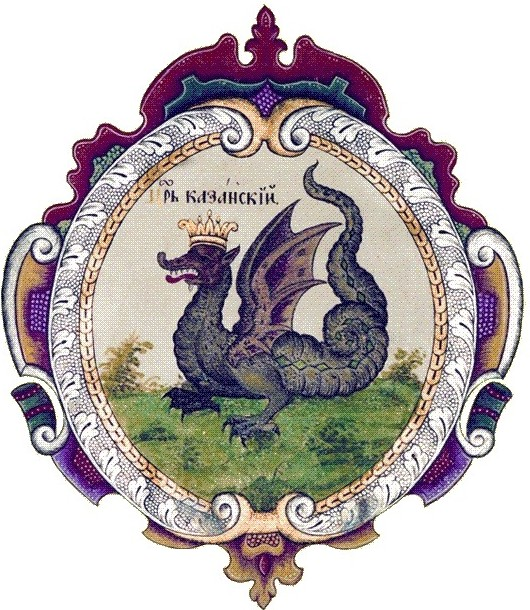
Эмблема Казани из Царского титулярника 1672 года

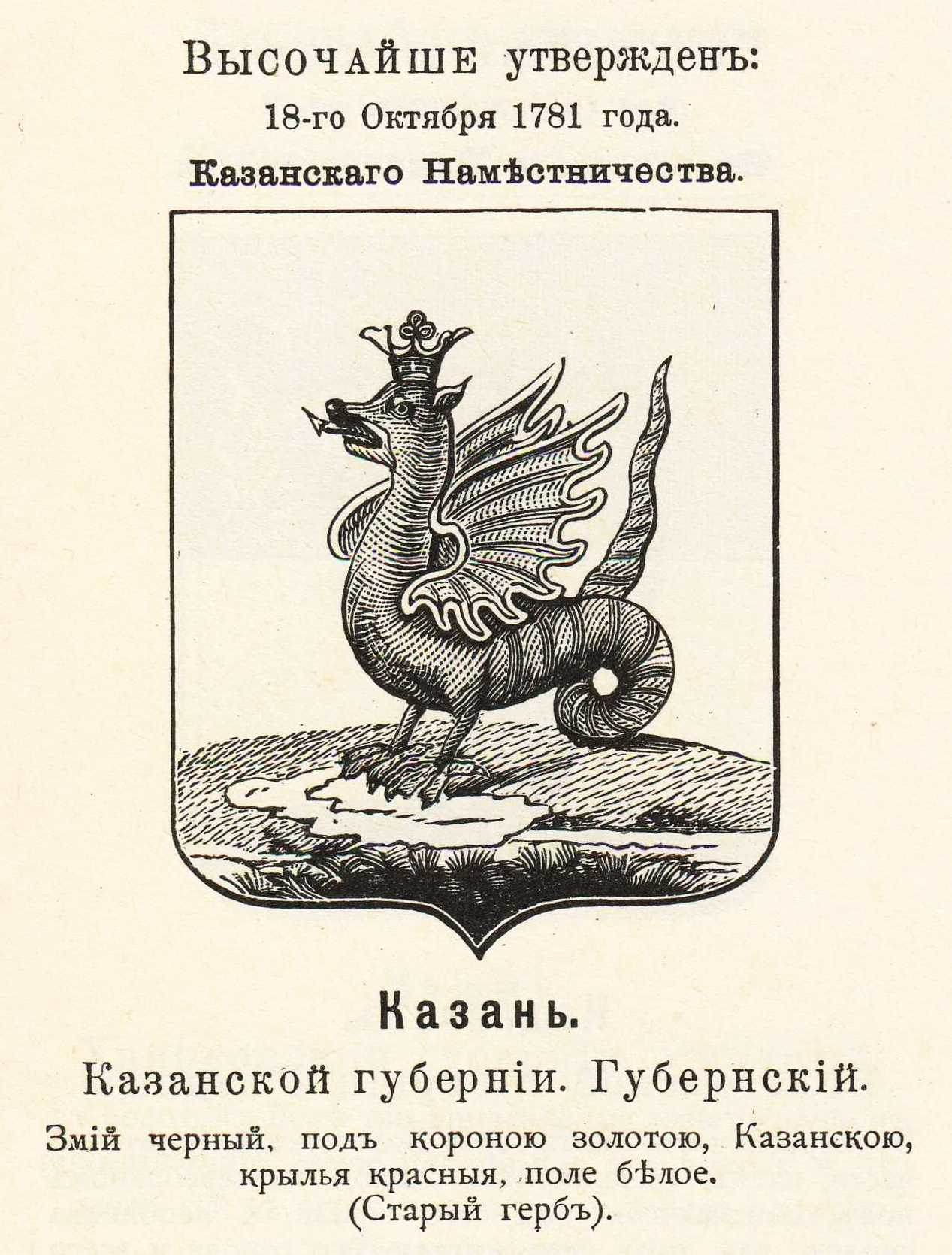
Герб Казани 1781 года

Фуад Халеев и Марсель Ахметзянов предполагали, что булгарское изображение существа могло служить эмблемой Волжской Булгарии, однако, согласно Сагиту Фаизову, зооморфное изображение могло использоваться лишь в символике второго ранга из-за исламской истории Волжской Булгарии, например, в качестве украшений одежды и воинского снаряжения знати, а также как архитектурный элемент.
Изображение булгарского «дракона», видоизменённое под ордынским влиянием, могло войти в государственную или нобилитетную символику Булгарского улуса. Однако уже в XIV веке символическое значение изображения, скорее всего, понизилось и перешло в разряд оберегов от почитаемых символов старины. В первой половине XVI века на печатях воевод, включая будущих казанских (например, Г. Л. Клементьева, В. Г. Бобкова и Д. К. Милославского), появляются изображения змеев и собак, похожих на «казанского дракона», образы которых были унифицированы.
Зилант также появляется на государевой печати Ивана Грозного в образе коронованного дракона (изображение данной печати в дальнейшем используется в Царском титулярнике); при этом указ 1666 года называет данное существо василиском с позолоченными крыльями и хвостом. В 1778 году был принят герб Каширы, на нижней части которого был изображён Зилант. Согласно В. А. Пушкарёву, такая композиция была составлена «в напамятование, что сей град при Великом Князе Василии Иоанновиче был дан в удел Абдыл Летифу, снизверженному царю Казанскому».
Змей изображён на гербе Казани, принятом в 1781 году. Официальное описание герба представляет Зиланта как чёрного змия с красными крыльями в золотой короне. Именно Зилант был размещён на гербе, так как он связан с легендами о происхождении Казани. Змей был также изображён на гербе Казанской губернии. Герб Казанской губернии 1856 года также изображает в качестве центральной фигуры Зиланта. В 1781 году герольдмейстер Александр Волков утвердил гербы уездных городов Казанской губернии, изображавшие на главе герба герб Казани с образом Зиланта.
24 декабря 2004 года был утверждён герб Казани, на котором был изображён Зилант как ключевое изображение герба. Современный образ псевдодракона включает в себя отдельные черты образа 1672 и 1781 годов: голову собаки и тело пепельного цвета от Зиланта из Царского титулярника и красные крылья от существа с герба 1781 года. Стилизованная фигура Зиланта присутствует на логотипе футбольного клуба «Рубин».
В английской геральдике Зилант соответствует виверне.

## В культуре

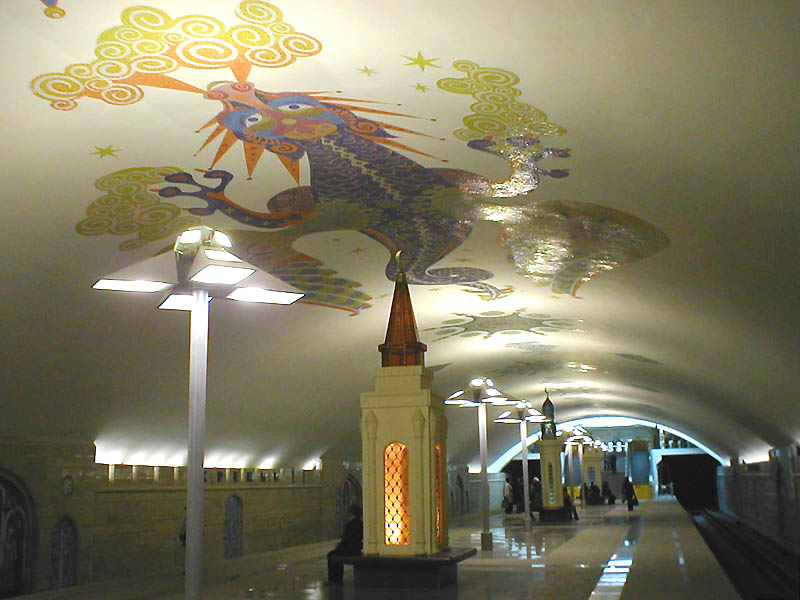
Внутренняя отделка станции метро «Кремлёвская»

В «Казанской истории», памятнике литературы XVI века, описана легенда о происхождении Казани: город был возведён на месте обитания большого количества змей. В самом произведении можно выделить целую «змеиную тему», согласно которой змей символизирует татарскую государственность, в частности, автор «Казанской истории» называет змеями казанских правителей (например, Улу-Мухаммеда). Данное предание легло в основу оперы «Грозный, или Покорение Казани» Гавриила Державина (1814 год), в которой автор описывал образ Казани в период правления Ивана Грозного.
В произведении Державина Зилант является главным антагонистом Русского царства. Согласно поэту, змей обитает в пещере под Зилантовым холмом, которому и дал своё имя (автор отмечает, что в честь холма был назван Зилантов Успенский монастырь). Смерть Зиланта в опере приводит к падению Казанского ханства. Сам Державин в произведении попытался объяснить легенду о змее тем, что в той местности обитал разбойник.
В 1920-х годах на шпиле башни Казанского вокзала в Москве была установлена фигура Зиланта. В 1947 году она была снята и заменена точной копией из-за плохого состояния оригинала. В 1966 году копия была позолочена и преобразована во флюгер.
Максим Шраер связывает с Зилантом фамилию главной героини романа Владимира Набокова «Подвиг» Сони Зилановой.
Изображение Зиланта, в том числе как составной части герба, отражено в архитектуре Казани (на фасадах и в интерьерах зданий, на флюгерах и пр.). Так, образ змея можно встретить на здании Казанского вокзала. Единственное сохранившееся в Татарстане изображение герба Казанской губернии располагается на здании Адмиралтейской конторы.
Скульптуры с изображением Зиланта располагаются на въезде в Казань со стороны аэропорта и в парке Тысячелетия. Образ существа также используется в Казанском метрополитене. Так, на потолке станции «Кремлёвская» располагается мозаика, изображающая Зиланта (по мнению Л. Е. Лёзиной, это является отсылкой на миф об основании Казани, согласно которому змей обитал в пещере под холмом); кроме того, около входа на данную станцию была возведена статуя существа. Использование данного мифологического образа в архитектуре Казани, согласно Лёзиной, предполагает отсутствие доминирования какой-либо из конфессий, распространённых в городе (ислам и христианство соответственно), а также позволяет показать особенности местной культуры.